# Agim Çeku

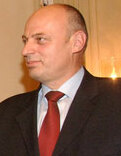
Agim Çeku (2006)

Agim Çeku (serbokroatisch Агим Чеку Agim Čeku, * 29. Oktober 1960 in Čuška) war von März 2006 bis Januar 2008 Premierminister des damals unter UN-Verwaltung stehenden Kosovo. Zuvor war er Leiter des Kosovo-Schutzkorps, einer von der KFOR initiierten Nationalgarde des Kosovo. Ehemals fungierte er als Generalstabschef der UÇK.

## Militärische Laufbahn
Nach seiner Schulzeit wurde Çeku Artillerieoffizier in der Jugoslawischen Volksarmee und absolvierte die jugoslawische Militärakademie in Belgrad.

### Zeit in der kroatischen Armee
1991 desertierte er und wechselte im Oktober zu der sich neu formierenden kroatischen Armee und begann seine Laufbahn dort als Oberst. Er wurde bis zum Generalleutnant und Kommandeur des 5. Militärdistrikts (Rijeka) befördert. Çeku gilt als einer der maßgeblichen Planer der Militäroperation Oluja, bei der die kroatische Armee 1995 das Gebiet der Republik Serbische Krajina eroberte.
Während des Kroatienkrieges wurde er zusammen mit anderen kroatischen Offizieren von amerikanischen Militärberatern ausgebildet. Er erhielt in Kroatien insgesamt neun Auszeichnungen.

### Zeit in der UÇK und TMK
Im Februar 1999 nahm er seinen Abschied aus der kroatischen Armee und wurde kurz darauf als Generalstabschef oberster militärischer Befehlshaber der UÇK.
Seit Herbst 1999 stand er im Range eines Generals an der Spitze des Kosovo-Schutzkorps (TMK). Einzig Çeku durfte innerhalb der TMK einen militärischen Rang bekleiden. Die TMK entstand aufgrund einer Vereinbarung zwischen der KFOR und der UÇK. Die Behauptung, es handelte sich um ein „ziviles Schutzkorps“, wird mindestens durch das Selbstverständnis seiner Mitglieder widerlegt. Sie sehen sich keinesfalls als Katastrophenschutz des Kosovo, sondern als den Kern einer künftigen Armee des Kosovo. Die meisten Freiheitskämpfer der UÇK wurden in die Strukturen der TMK integriert. Die Vereinten Nationen finanzieren das TMK zum größten Teil.

## Politische Laufbahn
Çeku ist Mitglied in der Allianz für die Zukunft des Kosovo (AAK), einer von drei Parteien, die als politische Nachfolgeorganisationen der UÇK gelten. Am 10. März 2006 wurde er vom Parlament des Kosovo zum Ministerpräsidenten gewählt; er wurde Nachfolger von Bajram Kosumi. Die westlichen Schutzmächte des Kosovo befürworteten seine Wahl zum Regierungschef, weil er sich in seine Zeit als Kommandeur des Kosovo-Schutzkorps als zuverlässiger Partner erwiesen habe.
Nach der Parlamentswahl vom November 2007 wurde Çeku am 9. Januar 2008 von Hashim Thaçi im Amt des Premierministers abgelöst.

## Vorwurf der Kriegsverbrechen
Die ehemalige serbische Staatsanwaltschaft des Kreisgerichts Priština (derzeit in Niš) wirft Çeku Verbrechen an serbischen Zivilisten in Kosovo vor. Sie erließ am 18. März 2002 einen Haftbefehl gegen ihn, den Serbiens Innenministerium am 4. Juni 2002 an Interpol weiter leitete. Nach Angaben von Interpol sei Çeku zu keinem Zeitpunkt Subjekt eines internationalen Haftbefehls (Red Notice) gewesen, sondern durch eine von serbischen Behörden am 4. Juni 2002 über National Central Bureau (Interpol) in Belgrad übermittelte Verbreitungsanzeige (Diffusion Notice) in einer Interpol-Datenbank als gesuchte Person vermerkt gewesen.
Serbiens Behörden hatten 2003 vergeblich eine Anklage gegen Çeku vor dem Internationalen Strafgerichtshof für das ehemalige Jugoslawien angestrebt.
Am 22. Oktober 2003 wurde Çeku bei der Einreise nach Slowenien auf dem Flughafen von Ljubljana von der slowenischen Grenzwache verhaftet und einen Tag später auf Intervention des UNMIK-Chefs Harri Holkeri freigelassen. Am Tag der Verhaftung forderten mehrere Hundert albanische Demonstranten in Prishtina die Freilassung Çekus.
Am 29. Februar 2004 wurde Çeku auf dem Flughafen von Budapest von der ungarischen Grenzwache festgenommen und kurz darauf auf Intervention Holkeris erneut freigelassen, woraufhin der Justizminister Serbiens Holkeri Amtsmissbrauch und den Bruch internationaler Verträge vorwarf.
UNMIK erachtet den serbischen Haftbefehl gegen Çeku als unbegründet und hinderlich für einen Dialog zwischen Albanern und Serben. Da Çeku am 10. März 2006 zum Premierminister des Kosovo gewählt wurde, genieße er während seiner Amtszeit nach Auffassung von Vertretern internationaler Organisationen aufgrund internationalen Rechts Immunität vor strafrechtlicher Verfolgung.
Am 24. Juni 2009 wurde Agim Çeku erneut festgenommen, diesmal von bulgarischen Grenzbehörden an der Grenze von Mazedonien nach Bulgarien aufgrund eines von Interpol weitergeleiteten internationalen serbischen Haftbefehls. Er war nach Bulgarien vom ehemaligen Außenminister und Vorsitzenden des Atlantischen Klubs Solomon Passi eingeladen worden. Nachdem die Regierung des Kosovo Bulgarien auf den diplomatischen Status Çekus hingewiesen hatte, wurde er am Abend des 25. Juni 2009 wieder freigelassen.